# نصير العاني
نصير العاني وهو سياسي عراقي كان يشغل منصب رئيس ديوان الرئاسة في جمهورية العراق منذ عام 2007 وحتى عام 2020.
كما شغل منصب عضو في الجمعية الوطنية الانتقالية المؤقتة عامي 2004 و2005.
اعتقل عام 1987 بسبب انتمائه لجماعة الإخوان المسلمين في العراق، واعتقلته القوات الأمريكية عام 2004 عندما كان نائبا لرئيس المجلس الوطني.

## السيرة الذاتية
ولد عام 1953 في قضاء عنة بمحافظة الأنبار . انتقلت عائلته الى بغداد مع والده عايف حبيب خليل العاني ، الأكاديمي المتخصص في العلوم النفسية والتربوية الذي أصبح لاحقًا رئيسًا لقسم العلوم النفسية والتربوية بكلية التربية -جامعة بغداد ثم عميد الكلية و عمل خبيرا في اليونسكو لسنوات وله كتب كثيرة في مجال تعليم الكبار ومحو الامية.
أتم نصير العاني دراسته الأولّية والثانوية ببغداد . التحق بالدراسة الجامعية في كلية الإدارةِ والاقتصاد بالجامعة المستنصرية وتخرج فيها عام 1976.
عُين بعد تخرجه مدرساً في مؤسسة التعليم المهني ثم معاونا في إعدادية زراعة بغداد عام 1978 . ثم عمل مديراً للادارة والشؤون الذاتية بمؤسسة التعليم المهني التابعة الى وزارة التربية لغاية عام 1987 .
انخرط مبكراً في العمل الإسلامي في وسط الشباب وتدرّج الى ان كان ضمن المجموعة القيادية المكونة من أربعة اشخاص حتى اكتشاف أجهزة أمن النظام السابق للعمل واعتقاله في عام 1987 . وصدور أحكام متفاوتة بحقه وزملائه، فقد أصدرت محكمة الثورة برئاسة عواد البندر يوم  23 يوليو 1987 بحقه حكمًا بالسجن المؤبد ، وقضى فترة السجن في سجن أبي غريب حتى صدر بحقه مع زملاءه عفوٌ رئاسي في يوم 10 سبتمبر 1988 . 
أصبح عضواً في المكتب السياسي للحزب الإسلامي العراقي بعد عام 2003 ، وامتاز بنشاطه السياسي الواسع بعد سقوط النظام السابق حيث ساهم في مفاوضات تشكيل الحكومة المؤقتة السابقة وتشكيل اللجنة الدستورية في الجمعية الوطنية
انتخب نائباً لرئيس المجلس الوطني العراقي في الدورة الأولى في عام 2004.

اعتقلته القوات الأمريكية في فجر يوم 16 نوفمبر 2004 الموافق لثالث أيام عيد الفطر عندما كان نائباً لرئيس المجلس الوطني   حيث أمضى بحدود أسبوعين في الاعتقال . عمل نصير العاني عضوًا في العديد من اللجان منها التي اختارت أعضاء لجنة صياغة الدستور العراقي ، والهيئة العليا للحوار والمصالحة الوطنية ولجنة إعادة منتسبي الجيش العراقي والكيانات المنحلة.
انتخبه مجلس النواب العراقي بالإجماع ليشغل منصب رئيس ديوان رئاسة جمهورية العراق عام 2007  والذي شغله حتى تقاعده في عام 2020 .